# Mouflon
 (décembre 2011).
Si vous disposez d'ouvrages ou d'articles de référence ou si vous connaissez des sites web de qualité traitant du thème abordé ici, merci de compléter l'article en donnant les références utiles à sa vérifiabilité et en les liant à la section « Notes et références ».
Taxons concernés
Dans la tribu des Caprini :
- Toutes les formes sauvages du genre Ovis
 (donc mouton domestique exclu)
  - Ovis nivicola
  - Ovis dalli
  - Ovis canadensis
  - Ovis gmelinii
  - Ovis ammon
  - etc.

Dans le genre Ammotragus
- l'espèce Ammotragus lerviamodifier

Mouflon est un nom vernaculaire ambigu en français. Les mouflons sont des ovins sauvages appartenant au genre Ovis (sauf le Mouflon à manchettes (Ammotragus lervia)) et dont dérive le mouton domestique. Ce sont des ruminants sauvages, qui appartiennent à la famille des Bovidae et à la sous-famille des Caprinae.
Le terme « mouflon » est également utilisé pour le Mouflon à manchettes ou Oudade qui n'est pas un mouflon au sens strict.
Les différentes espèces de mouflons possèdent de grandes cornes spiralées et recourbées qui sont permanentes.

## Dénomination
Le mot mouflon vient de l'italien muflone, de la racine prélatine muff-el qui explique les mots moufle (corps enveloppant)[réf. nécessaire] ou mufle (allemand Muffel « gros museau »). Elle évoque quelque chose de gonflé et doux.
Le terme peut avoir trois sens :
- il peut désigner des moutons domestiques revenus à la vie sauvage, en particulier les mouflons méditerranéens comme le mouflon corse.
- Il peut désigner toutes les espèces de moutons sauvages (jamais domestiquées) du genre Ovis.
- Le terme « mouflon » est également utilisé pour le Mouflon à manchettes ou Oudade qui n'est pas un mouflon (du genre Ovis au sens strict).

## Physiologie, comportement et écologie
Les caractéristiques générales des mouflons sont celles des ovins, avec des nuances pour chaque espèce : voir les articles détaillés pour plus d'informations sur leur comportement ou leur physiologie respective.

### Caractéristiques communes

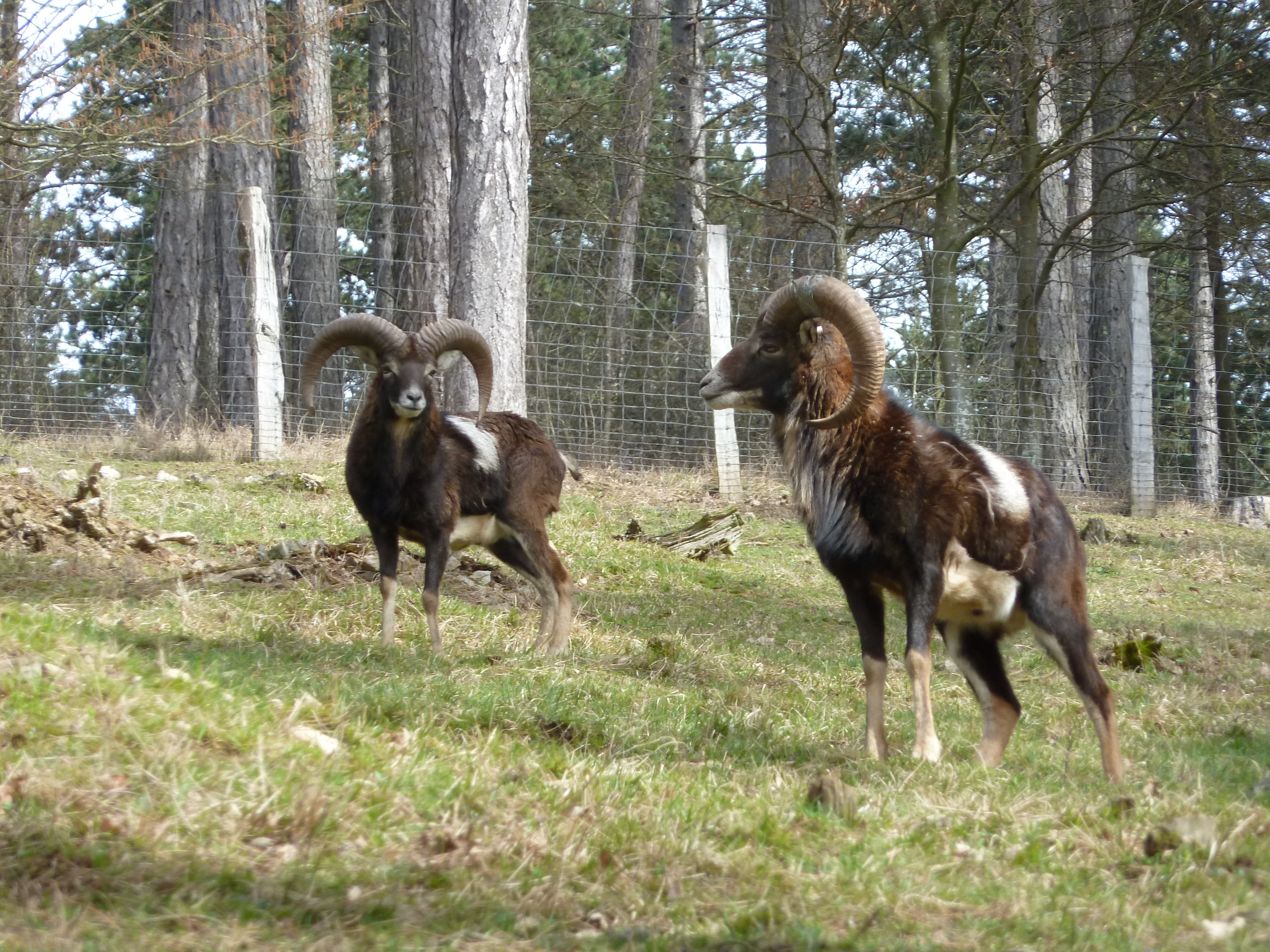
Deux mouflons mâles au Domaine des grottes de Han en Belgique.

Les caractéristiques physiques du mouflon sont :
- poids des cornes : 6 à 13 kg
- poids adulte : 25 à 50 kg (150 kg et plus chez l'argali)
- longueur des cornes du mâle : 85 à 125 cm (jusqu'à 190 cm chez l'argali)
- taille au garrot : 65 à 75 cm
- vitesse de pointe : 60 km/h il s'agit de la vitesse maximum des mouflons méditerranéens ou mouflons européens ainsi que les mouflons d'Amérique qui sont très rapides à la course, et très musclés.

Le mouflon vit généralement en petit groupe familial de cinq à trente individus. Comme ces animaux vivent en altitude, ils sont très peu familiers avec l'être humain et sont donc très farouches. Au point qu'en Amérique du Nord et en Asie, le mouflon est un trophée de chasse exceptionnel.

Au printemps, les combats entre les mâles se font entendre à des kilomètres à la ronde : ils entrechoquent leurs cornes de manière assez spectaculaire.

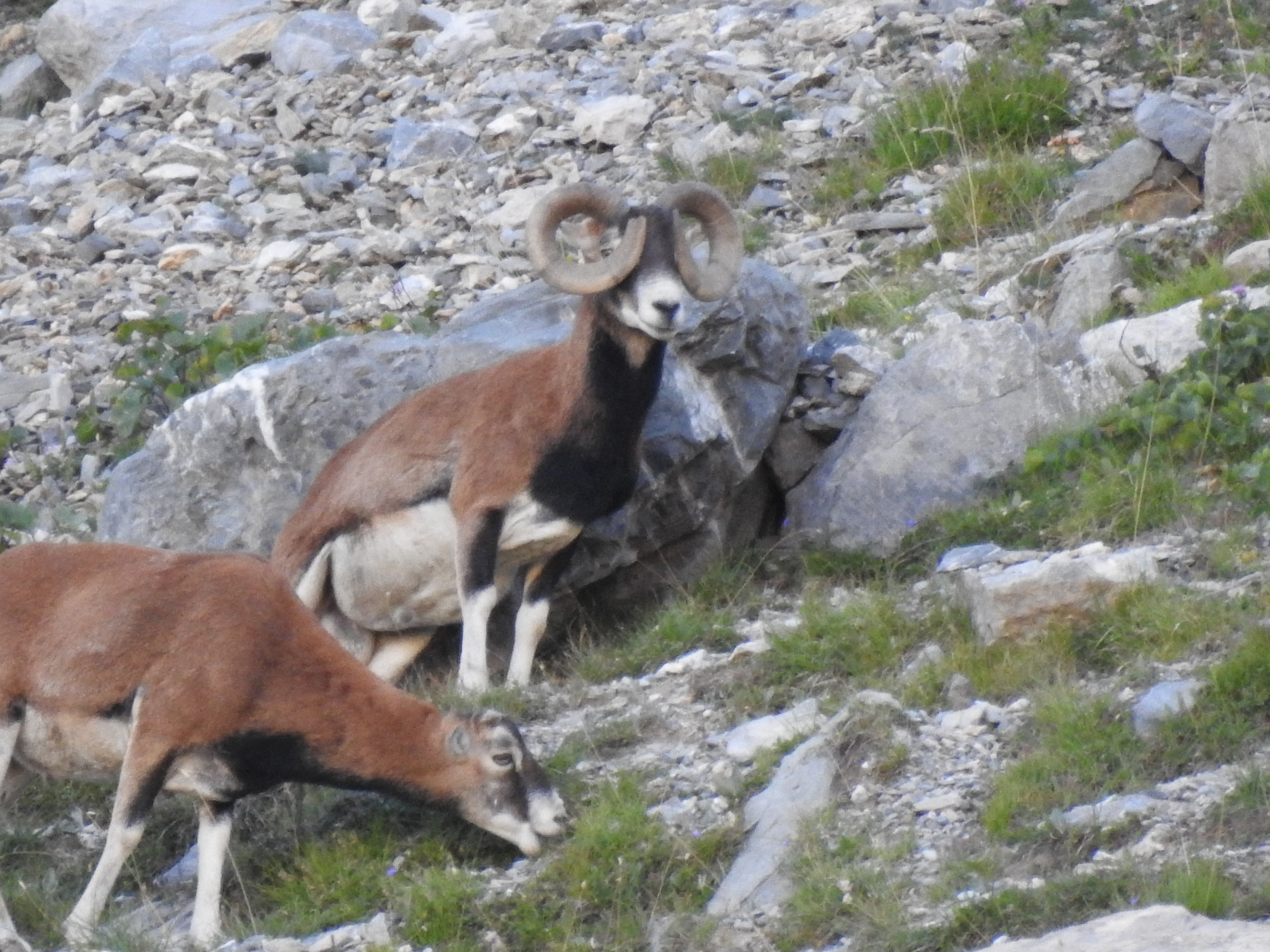
Mouflon aux cornes particulièrement courbées
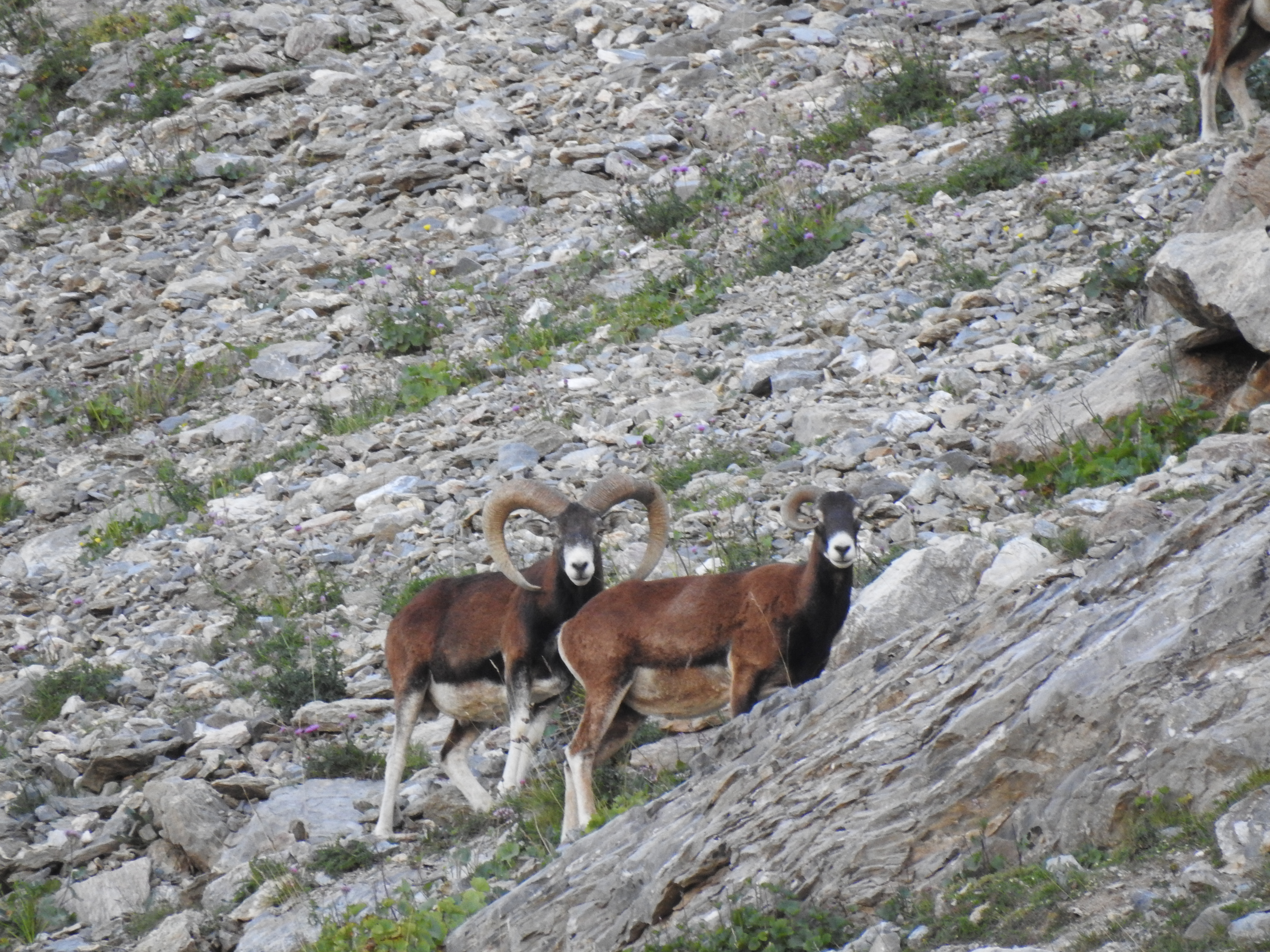
Mouflons ayant diverses courbures de corne

## Espèces de mouflons
La taxinomie du genre Ovis est encore sujette à discussion, mais on compte généralement six espèces sauvages, plus une espèce domestique.

### Noms français et noms scientifiques correspondants
Liste alphabétique de noms vulgaires ou vernaculaires attestés :
- Mouflon à manchettes (Ammotragus lervia)[2],[3]
- Mouflon afghan (Ovis cycloceros)[4]
- Mouflon argali (Ovis ammon)[4]
- Mouflon Bighorn d'Audubon (Ovis canadensis audubondi)[5]
- Mouflon canadien (Ovis canadensis)[6]
- Mouflon d'Amérique (Ovis canadensis)[6],[3],[5],[4]
- Mouflon d'Arménie (Ovis gmelini)[4]
- Mouflon d'Asie  (Ovis ammon hodgsoni)[5]
- Mouflon de Boukhara (Ovis bochariensis)[4]
- Mouflon de Chine (Ovis jubata)[4]
- Mouflon de Chypre (Ovis gmelinii ophion ou Ovis orientalis ophion[6] ou Ovis aries ophion[5])
- Mouflon de Corse (Ovis ammon musimon ou Ovis aries musimon ou Ovis gmelini musimon)[2],[5]
- Mouflon de Dall (Ovis dalli)[2],[3],[5],[4]
- Mouflon de Karatau (Ovis ammon nigrimontana)[5]
- Mouflon de Kashmir (Ovis vignei vignei)[5]
- Mouflon de l'Altaï (Ovis ammon ammon)[2]
- Mouflon de Marco Polo (Ovis polii)[4]
- Mouflon de Mongolie (Ovis darwini)[4]
- Mouflon de Perse (Ovis aries platyura)[5]
- Mouflon de Sardaigne (Ovis aries musimon)[5]
- Mouflon de Severtzov (Ovis severtzovi)[4]
- Mouflon de Vigne (Ovis vignei)[2],[3]
- Mouflon des Montagnes Rocheuses (Ovis canadensis canadensis)[5]
- Mouflon des montagnes (Ovis ammon hodgsoni)[5]
- Mouflon des neiges (Ovis nivicola)[5],[4]
- Mouflon d'Europe (Ovis ammon musimon ou Ovis aries musimon ou Ovis gmelini musimon)[2],[5]
- Mouflon d'Ispahan (Ovis isphahanica)[4]
- Mouflon d'Oman (Ovis arabica)[4]
- Mouflon du Canada d'Audubon (Ovis canadensis audubondi)[5]
- Mouflon du Canada (Ovis canadensis[2],[3],[5] ou Ovis montana[2])
- Mouflon du Kara Tau (Ovis nigrimontana)[4]
- Mouflon du Kazakhstan (Ovis collium)[4]
- Mouflon du Laristan (Ovis laristanica)[4]
- Mouflon du Mexique (Ovis canadensis)[5]
- Mouflon du Punjab (Ovis punjabiensis)[4]
- Mouflon du Tibet (Ovis hodgsoni)[4]
- Mouflon du Tien Shan (Ovis karelini)[4]
- Mouflon méditerranéen - Ovis aries musimon x Ovis sp.[7] ou Ovis orientalis[5]
- Mouflon urial (Ovis vignei)[4]
- Mouflon d'Asie mineure[réf. nécessaire] - Ovis aries orientalis
- Mouflon à cornes circulaires[réf. nécessaire] - Ovis aries cycloceros
- Mouflon d'Iran[réf. nécessaire] - voir Mouflon d'Asie mineure
- Mouflon occidental[réf. nécessaire] - voir Mouflon d'Asie mineure
- Mouflon oriental[réf. nécessaire] - voir Mouflon d'Asie mineure
- Mouflon persan[réf. nécessaire] - voir Mouflon d'Asie mineure

### Liste des espèces de mouflons par noms scientifiques
On distingue trois groupes :
1. Les mouflons moufloniformes d'Asie centrale et occidentale :
- Ovis gmelini (syn. orientalis) (54 chromosomes).
  - Ovis g. gmelini, — mouflon arménien
  - Ovis g. isphahanica — mouflon d'Ispahan.
  - Ovis g. laristanica — mouflon du Lorestan (Iran).
  - Ovis g. musimon — mouflon corse et sarde.
  - Ovis g. ophion — mouflon de Chypre.
- Ovis vignei, l'Urial (58 chromosomes).
  - Ovis vignei vignei
  - Ovis vignei arkal : Iran, Kazakhstan, Turkménistan et Ouzbékistan.
  - Ovis vignei bocharensis : Tadjikistan, Turkménistan et Ouzbékistan
  - Ovis vignei cycloceros (incluant l'ancien blanfordi) : Turkménistan, Ouzbékistan, Tadjikistan, Afghanistan et Pakistan.
  - Ovis vignei punjabiensis : Népal Inde

Les moutons domestiques dérivent de deux souches distinctes du groupe orientalis. Les mouflons insulaires de Méditerranée seraient en fait des moutons introduits par des éleveurs et retournés à l'état sauvage.
Le nombre de chromosomes a diminué par fusion par rapport aux 2n = 60 chromosomes de la chèvre.
2. Les mouflons argaliformes d'Asie orientale :
Il s'agit d'un autre groupe des montagnes d'Asie centrale (Himalaya, Tibet, Altaï). Le taxon est reconnu comme une espèce à part, mais le rapporteur constate par contre qu'« il y a un considérable désaccord sur les dénominations de sous-espèces ». Il y aurait ainsi 6 à 9 sous-espèces.
- Ovis ammon, l'Argali (56 chromosomes).
- Les trois premières sous-espèces font relativement consensus
  - Ovis ammon karelini, (Severtzov, 1873) — argali du Tian Shan
  - Ovis ammon polii, (Blyth, 1841) — argali de Marco Polo, dans le Pamir
  - Ovis ammon nigrimontana, (Severtzov, 1873) — argali de Kara Tau

Les trois sous-espèces les plus nordiques : O. a. ammon (argali de l'Altaï), O. a. collium (argali de Karaganda) et O. a. darwini (argali du désert de Gobi) ne serait qu'une seule sous-espèce, mais des discussions se poursuivent sur ce point.
- Ovis ammon hodgsoni[11], (Blyth, 1841) — argali tibétain
- Ovis ammon severtzovi, (Nasonov, 1914) — argali de Severtzov
- Ovis ammon comosa, (Hollister, 1919) — argali du nord de la Chine

3. Les mouflons sibériens et nord-américains (pachycériformes), avec trois espèces :
- Ovis nivicola, le mouflon des neiges (2n = 52 chromosomes[12])
  - Ovis nivicola nivicola
  - Ovis nivicola alleni
  - Ovis nivicola borealis, (Severtzov, 1873[13]) — mouflon de Yakoutie
  - Ovis nivicola lydekkeri
- Ovis canadensis, le mouflon canadien (54 chromosomes)
  - Ovis canadensis canadensis[14] — mouflon des Montagnes Rocheuses
  - Ovis canadensis californiana[15], (Douglas, 1829) — mouflon de la Sierra Nevada
  - Ovis canadensis cremnobates, (Elliot, 1904)
  - Ovis canadensis mexicana[16], (Merriam, 1901) — mouflon mexicain
  - Ovis canadensis nelsoni, (Merriam, 1897) — mouflon du désert
  - Ovis canadensis weemsi, (Goldman, 1937) — mouflon de Weems
- Ovis dalli, le mouflon de Dall et Stone (54 chromosomes)
  - Ovis dalli dalli, la sous-espèce la plus nordique
  - Ovis dalli stonei, la sous-espèce la plus méridionale

## Position phylogénétique
La lignée des ovins inclut le Tahr des Nilgiri, voire le Takin (incertain).
|  | Ovis nivicola                                                  |
|  |                                                                |
|  | \| \| Ovis canadensis \| \| \| \| \| \| Ovis dalli \| \| \| \| |
|  |                                                                |
|  | Ovis canadensis                                                |
|  |                                                                |
|  | Ovis dalli                                                     |
|  |                                                                |

|  | Ovis canadensis |
|  |                 |
|  | Ovis dalli      |
|  |                 |

|  | Ovis ammon                                                                      |
|  |                                                                                 |
|  | \| \| Ovis aries / vignei \| \| \| \| \| \| Ovis aries / orientalis \| \| \| \| |
|  |                                                                                 |
|  | Ovis aries / vignei                                                             |
|  |                                                                                 |
|  | Ovis aries / orientalis                                                         |
|  |                                                                                 |

|  | Ovis aries / vignei     |
|  |                         |
|  | Ovis aries / orientalis |
|  |                         |

|  | Ovis nivicola                                                  |
|  |                                                                |
|  | \| \| Ovis canadensis \| \| \| \| \| \| Ovis dalli \| \| \| \| |
|  |                                                                |
|  | Ovis canadensis                                                |
|  |                                                                |
|  | Ovis dalli                                                     |
|  |                                                                |

|  | Ovis canadensis |
|  |                 |
|  | Ovis dalli      |
|  |                 |

|  | Ovis ammon                                                                      |
|  |                                                                                 |
|  | \| \| Ovis aries / vignei \| \| \| \| \| \| Ovis aries / orientalis \| \| \| \| |
|  |                                                                                 |
|  | Ovis aries / vignei                                                             |
|  |                                                                                 |
|  | Ovis aries / orientalis                                                         |
|  |                                                                                 |

|  | Ovis aries / vignei     |
|  |                         |
|  | Ovis aries / orientalis |
|  |                         |

|  | Ovis nivicola                                                  |
|  |                                                                |
|  | \| \| Ovis canadensis \| \| \| \| \| \| Ovis dalli \| \| \| \| |
|  |                                                                |
|  | Ovis canadensis                                                |
|  |                                                                |
|  | Ovis dalli                                                     |
|  |                                                                |

|  | Ovis canadensis |
|  |                 |
|  | Ovis dalli      |
|  |                 |

|  | Ovis ammon                                                                      |
|  |                                                                                 |
|  | \| \| Ovis aries / vignei \| \| \| \| \| \| Ovis aries / orientalis \| \| \| \| |
|  |                                                                                 |
|  | Ovis aries / vignei                                                             |
|  |                                                                                 |
|  | Ovis aries / orientalis                                                         |
|  |                                                                                 |

|  | Ovis aries / vignei     |
|  |                         |
|  | Ovis aries / orientalis |
|  |                         |

|  | Ovis nivicola                                                  |
|  |                                                                |
|  | \| \| Ovis canadensis \| \| \| \| \| \| Ovis dalli \| \| \| \| |
|  |                                                                |
|  | Ovis canadensis                                                |
|  |                                                                |
|  | Ovis dalli                                                     |
|  |                                                                |

|  | Ovis canadensis |
|  |                 |
|  | Ovis dalli      |
|  |                 |

|  | Ovis ammon                                                                      |
|  |                                                                                 |
|  | \| \| Ovis aries / vignei \| \| \| \| \| \| Ovis aries / orientalis \| \| \| \| |
|  |                                                                                 |
|  | Ovis aries / vignei                                                             |
|  |                                                                                 |
|  | Ovis aries / orientalis                                                         |
|  |                                                                                 |

|  | Ovis aries / vignei     |
|  |                         |
|  | Ovis aries / orientalis |
|  |                         |

|  | Ovis nivicola                                                  |
|  |                                                                |
|  | \| \| Ovis canadensis \| \| \| \| \| \| Ovis dalli \| \| \| \| |
|  |                                                                |
|  | Ovis canadensis                                                |
|  |                                                                |
|  | Ovis dalli                                                     |
|  |                                                                |

|  | Ovis canadensis |
|  |                 |
|  | Ovis dalli      |
|  |                 |

|  | Ovis ammon                                                                      |
|  |                                                                                 |
|  | \| \| Ovis aries / vignei \| \| \| \| \| \| Ovis aries / orientalis \| \| \| \| |
|  |                                                                                 |
|  | Ovis aries / vignei                                                             |
|  |                                                                                 |
|  | Ovis aries / orientalis                                                         |
|  |                                                                                 |

|  | Ovis aries / vignei     |
|  |                         |
|  | Ovis aries / orientalis |
|  |                         |

|  | Ovis nivicola                                                  |
|  |                                                                |
|  | \| \| Ovis canadensis \| \| \| \| \| \| Ovis dalli \| \| \| \| |
|  |                                                                |
|  | Ovis canadensis                                                |
|  |                                                                |
|  | Ovis dalli                                                     |
|  |                                                                |

|  | Ovis canadensis |
|  |                 |
|  | Ovis dalli      |
|  |                 |

|  | Ovis ammon                                                                      |
|  |                                                                                 |
|  | \| \| Ovis aries / vignei \| \| \| \| \| \| Ovis aries / orientalis \| \| \| \| |
|  |                                                                                 |
|  | Ovis aries / vignei                                                             |
|  |                                                                                 |
|  | Ovis aries / orientalis                                                         |
|  |                                                                                 |

|  | Ovis aries / vignei     |
|  |                         |
|  | Ovis aries / orientalis |
|  |                         |

|  | Ovis nivicola                                                  |
|  |                                                                |
|  | \| \| Ovis canadensis \| \| \| \| \| \| Ovis dalli \| \| \| \| |
|  |                                                                |
|  | Ovis canadensis                                                |
|  |                                                                |
|  | Ovis dalli                                                     |
|  |                                                                |

|  | Ovis canadensis |
|  |                 |
|  | Ovis dalli      |
|  |                 |

|  | Ovis ammon                                                                      |
|  |                                                                                 |
|  | \| \| Ovis aries / vignei \| \| \| \| \| \| Ovis aries / orientalis \| \| \| \| |
|  |                                                                                 |
|  | Ovis aries / vignei                                                             |
|  |                                                                                 |
|  | Ovis aries / orientalis                                                         |
|  |                                                                                 |

|  | Ovis aries / vignei     |
|  |                         |
|  | Ovis aries / orientalis |
|  |                         |

|  | Ovis nivicola                                                  |
|  |                                                                |
|  | \| \| Ovis canadensis \| \| \| \| \| \| Ovis dalli \| \| \| \| |
|  |                                                                |
|  | Ovis canadensis                                                |
|  |                                                                |
|  | Ovis dalli                                                     |
|  |                                                                |

|  | Ovis canadensis |
|  |                 |
|  | Ovis dalli      |
|  |                 |

|  | Ovis ammon                                                                      |
|  |                                                                                 |
|  | \| \| Ovis aries / vignei \| \| \| \| \| \| Ovis aries / orientalis \| \| \| \| |
|  |                                                                                 |
|  | Ovis aries / vignei                                                             |
|  |                                                                                 |
|  | Ovis aries / orientalis                                                         |
|  |                                                                                 |

|  | Ovis aries / vignei     |
|  |                         |
|  | Ovis aries / orientalis |
|  |                         |

## Répartition géographique

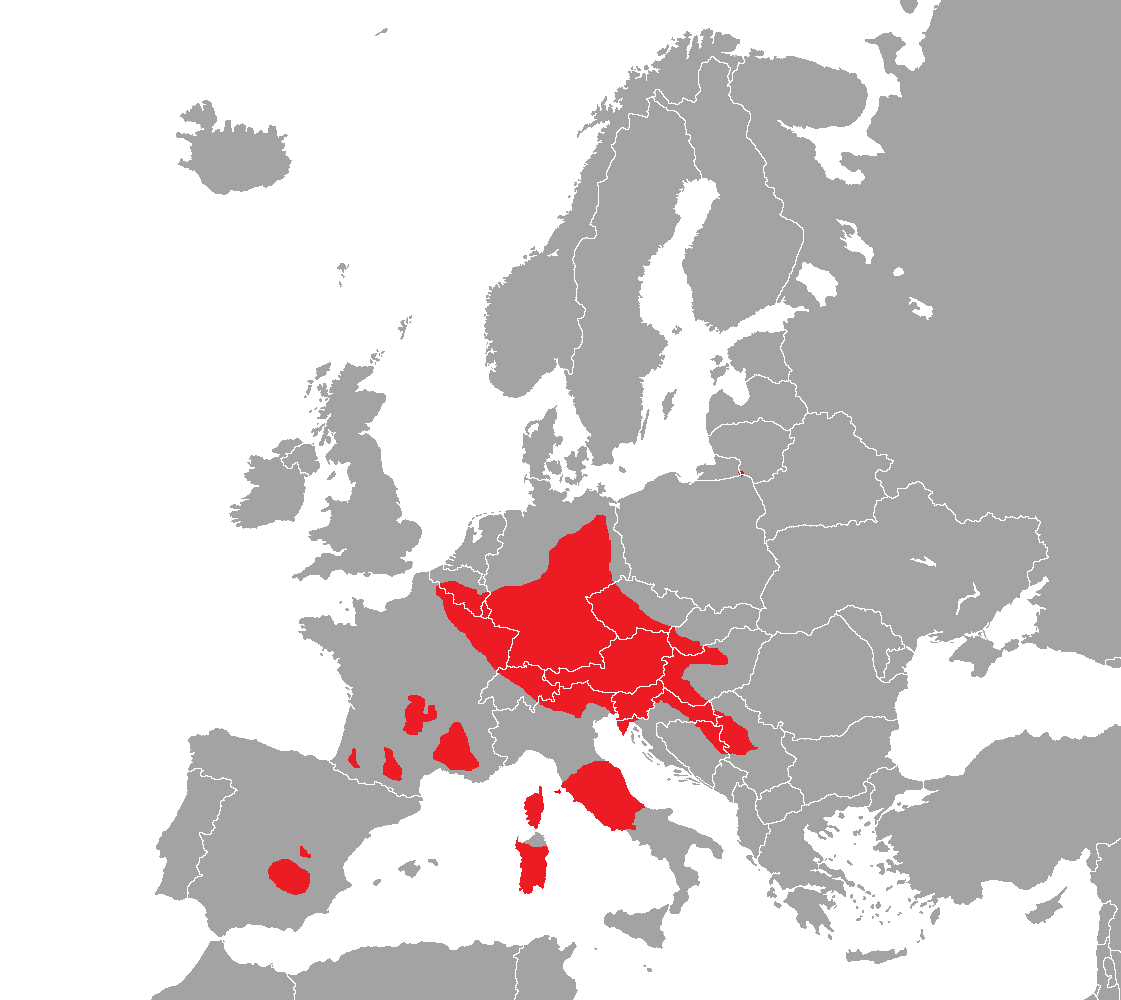
Répartition du mouflon en Europe

Les animaux habituellement appelés mouflons en français sont généralement des descendants du mouflon de Corse, animal montagnard lui-même issu de moutons sauvages du Moyen-Orient, domestiqués au néolithique, puis revenus à l'état sauvage il y a de nombreux millénaires. Au cours du XXe siècle, ces mouflons corses ont été introduits dans de nombreuses régions du monde, parfois après des croisements avec des moutons domestiques.
On en trouve en Europe (Massif central, Alpes, Pyrénées, Corse, Belgique ou Europe centrale), à Hawaï, où ils provoquent des dégâts importants sur un écosystème fragile, ou aux Îles Kerguelen (ou il a finalement été éradiqué sur décision de l'administration des Terres Australes Françaises).
En France continentale, il a été introduit dans les années 1950 à l'initiative des chasseurs afin de pallier la quantité trop peu importante de gibier.
On trouve aussi d'autres moutons ensauvagés, très proches du mouflon corse, mais comme lui d'origine très ancienne, en Sardaigne ou à Chypre.
Au sens plus large du terme mouflon, les espèces de moutons sauvages n'ayant jamais été apprivoisées vivent en Asie de la Turquie à la Sibérie orientale en passant par l'Asie centrale et en Amérique du Nord de l'Alaska jusqu'au Mexique en passant par les Montagnes Rocheuses.

### Massif central

#### Rouergue (Aveyron)
En 1966, les premières introductions de mouflons méditerranéens se déroulèrent dans l'Aveyron méridional sur les territoires des gorges, vallées et hauts plateaux calcaires des Grands Causses notamment sur les communes de Mostuéjouls, puis en 1969 à La Roque-Sainte-Marguerite et, pour finir, en 1973 à Veyreau. En 1974, des tentatives d'introductions se déroulèrent dans l'Aveyron septentrional sur la commune de Brommat mais un rejet de la population agricole entraîna l'éradication rapide par l'intermédiaire de la chasse des couples de mouflons.

#### Gévaudan(Lozère)
En 1966, les premières introductions de mouflons méditerranéens, initiées par la Fédération Départementale des Chasseurs de la Lozère, se déroulèrent dans le cirque de Baumes dans la Lozère.

#### Auvergne
Le mouflon corse a initialement été introduit dans le massif du Cantal dans les années 1970.

Depuis il a proliféré, et des dizaines d’individus se sont déplacés naturellement vers le massif des monts Dore plus au Nord.

#### Haut-Languedoc (Hérault)

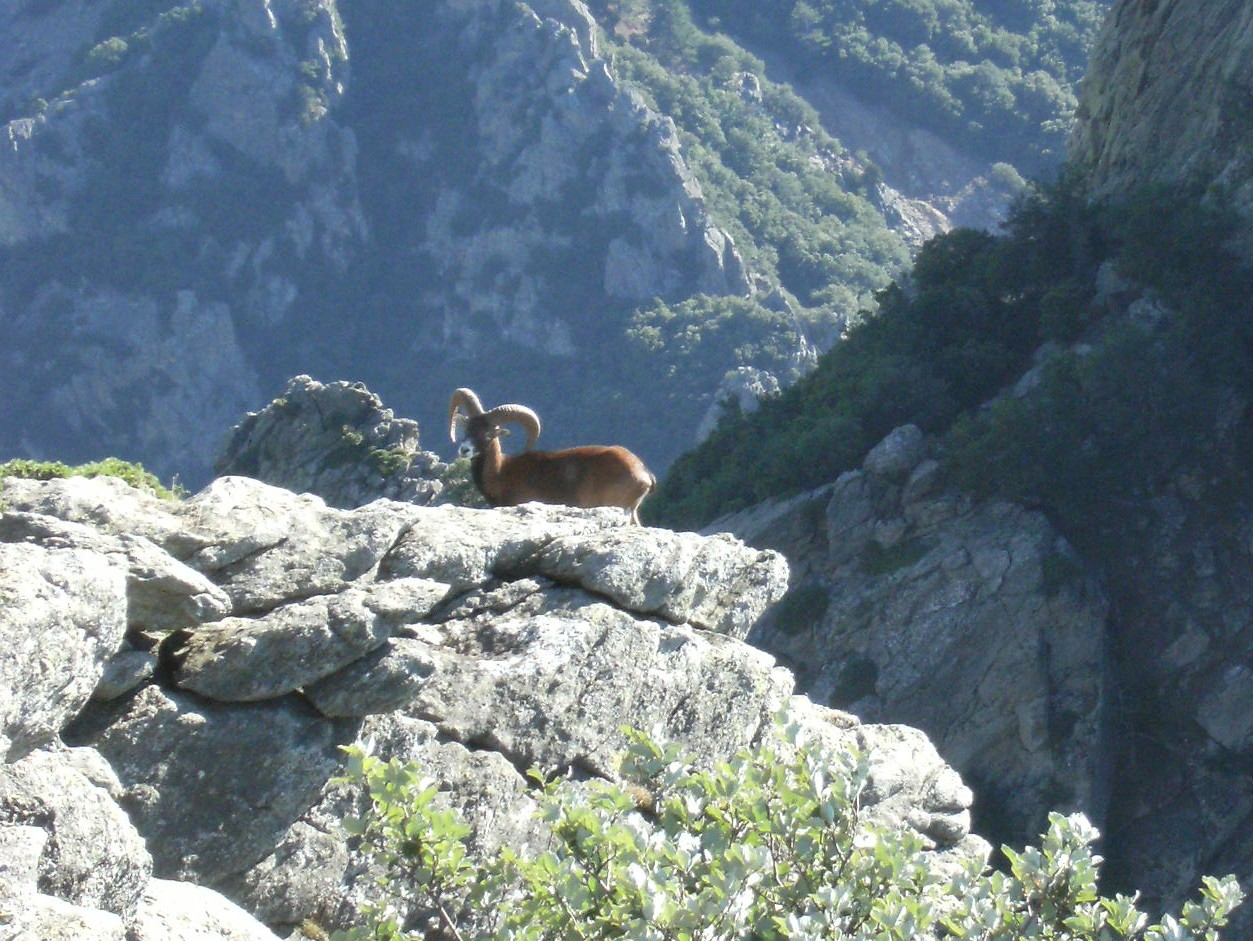
Mouflon dans le Caroux.

La plus importante population de mouflon corse se trouve dans le massif du Caroux Espinouse où il a été introduit en 1956. Ce massif se situe dans le département de l'Hérault, au cœur du parc naturel régional du Haut-Languedoc. Le mouflon s'est parfaitement adapté à cette montagne soumise à la sècheresse du climat méditerranéen l'été, et à un faible enneigement l'hiver. L'effectif de cette population est estimé entre 1 500 et 2 000 individus, suivis régulièrement par des scientifiques du CNERA Faune de Montagne sur la station de terrain de l'Office français de la biodiversité de Fagairolles.
Les scientifiques œuvrent plus particulièrement dans le périmètre d'une réserve nationale de chasse et de faune sauvage (observations, captures, suivis sanitaires...). Des sorties d'observation de l'espèce dans son milieu naturel sont possibles auprès des offices de tourismes (La Salvetat-sur-Agout, Lamalou-les-Bains...).
Dans le Languedoc, on retrouve également quelques mouflons dans les Gorges du Tarn, en Lozère ainsi que dans le massif de l'Aigoual.

### Pyrénées
Dans les Pyrénées, les bouquetins furent éradiqués par la population pour favoriser l'élevage du bétail dans un but de subsistance. Le mouflon corse, sous-espèce étrangère à ces montagnes, a été introduit dans les années 1950 et s'est bien acclimaté.
En Cerdagne, du côté de Porté-Puymorens et du massif du Puigmal, le cheptel est nombreux.

### Alpes

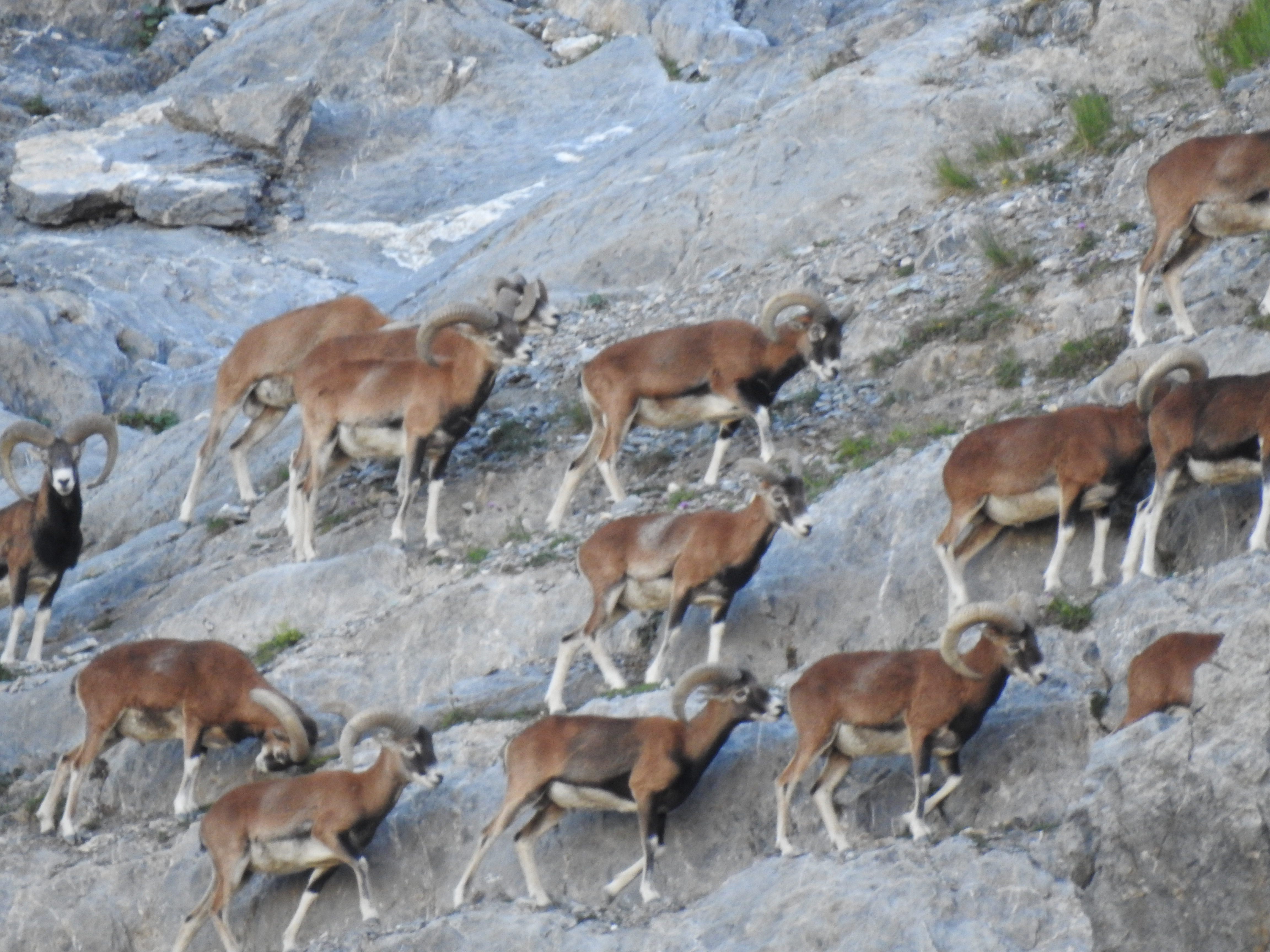
Troupeau de Mouflon dans le Queyras

L'introduction dans les pays de Savoie, du mouflon corse date du XIXe siècle, puis des années 1950, une époque où les chasseurs avaient fini par dépeupler les massifs à force d'une chasse trop importante. Il était alors vu comme un animal d'intérêt cynégétique, réputé plutôt facile à tirer comme le bouquetin, avec un pelage recherché pour sa qualité et sa douceur. Le mouflon s'est bien reproduit mais, animal méditerranéen, il est plutôt mal adapté au froid et à l'humidité, qui favorisent chez lui les infections intestinales et entraînent une forte mortalité chez les jeunes. De plus, il a des pattes plutôt adaptées à l'escalade qu'à la neige, ce qui lui pose un véritable problème. Les hivers plus doux depuis la fin des années 1980 favorisent le mouflon. Il n'hiberne pas l'hiver et descend plus bas dans la montagne.

### Marquenterre (Somme)
Le mouflon corse a été introduit dans cette région en bordure de la baie de Somme dans les années 1980, pour la chasse.

### Asie Centrale
Les argalis sont diverses sous-espèces de Ovis ammon vivant en Asie centrale, au Kazakhstan, au Turkménistan, en Inde, au Népal ainsi qu'au Tibet où il est appelé Mouflon du Tibet.
Le mouflon Marco Polo (Ovis ammon polli) est originaire d'Asie Centrale, on le retrouve au-dessus de 3 600 mètres jusqu'à 5 500 mètres. Il peut atteindre un poids de 150 kg et une longueur de corne de 170 cm.